# Епархия Сен-Поль-де-Леона

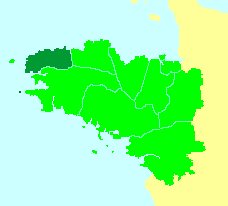
Карта епархии Сен-Поль-де-Леона

Епархия Сен-Поль-де-Леона (лат. Dioecesis Leonensis) — существовавшая до 1790 года епархия Римско-католической церкви с центром в городе Сен-Поль-де-Леон. В настоящее время её территория является частью Кемперской епархии.

## История епархии
Епархия соответствует примерно местам проживания древнего племени Осисмов (Osismes). Вполне вероятно, что епархия существовала до прибытия бретонов. Согласно преданию, св. Павел Аврелиан был первым епископом города (VI век). В его житии сообщается, что этот святой епископ был поставлен Хильдебертом, по рекомендации графа Витура (Withur), который был его двоюродным братом, и король дал ему епархии в составе Алет (Alet) и Леон. Среди епископов, помогавших св. Павлу Аврелиану, упоминают св. Хуардона, который упоминается в житии св. Гервей (Hervé), Иохевия (Johevius), иначе Жауа (Jaoua), Тигерномагля (Tighernomagle), который упоминается в житии св. Поля, Кетомерена (Kétomeren), Гульвена и Тененана (Goulven Tenenan), относящегося к VII веку.
Известны также:
- Либераль (Liberails), епископ Оссимор (Ossimor), иначе говоря — Леонский, в 848, которого сместил Номиноэ. Он был восстановлен, по-видимому, в своих правах к Соломоном не позднее 866.
- Дотвуаон (Dotwoion), до 870.
- Врмонок (Wrmonoc), монах в 884.
- Хинворет (Hinuuoret или Hinworet), которому Врмонок, монах из монастыря Ландевенек (Landévennec), посвятил житие св. Поля Орелиена в 884.
- Хездрен (Hesdrenus) или Хоктрон (Hoctronus), до 930. Был, вероятно, тем самым епископом Леонским, которому правитель бретонский Алан Кривобородый дал сан епископа Нанта.
- Конан (Conan), отошёл ко Господу во времена Алана Кривобородого.
- Иаков, преемник Конана.

29 ноября 1801 года Римский папа Пий VII издал буллу Qui Christi Domini, которой упразднил епархию Сен-Поль-де-Леона.

## Епископы
- св. Павел Аврелиан (Paul-Aurélien), VI;
- св Жауа Леонский (Jaoua), или Жуэвин (Joevin) и Тигерномагль (Tigernomaglus), или Тиермаэль (Tiernomaël) (при жизни Поля Орелиена);
- св. Павел Аврелиан II;
- св. Будок;
- Сетомерин (Cetomerinus, Cetomerin);
- Гульвен (Goulven);
- св. Тененан Леонский (Thénénan, Tenenan);
- св. Хуардон Леонский (Houardon);
- св. Гуэзну Леонский[фр.] (Goueznou), или Гуэну Леонский (Goueznou);
- Жильбер (Gilbert);
- Гийомарк (Guyomark);
- Леонорий (Leonorius);
- Либерал (Liberalis, Libéral), смещён с 850 до 866, епископ в 867;
- Дотвуайон (Dotwoïon), епископ с 850 до 866;
- Хинворет (Hinvoret), епископ в 884;
- Исайя (Isaias);
- Октрео (Octreo), или Хесдрен (Hesdren);
- Иаков Заморский (Jacob Transmarinus), епископ в 950;
- Конан (Conan), епископ в 962;
- Маббон (Mabbon);
- Хоктрон (Hoctron), или Хострон (Hostron);
- Павлиниан (Paulinien), или Павлин (Paulin), епископ до 974;
- Константин (Constantin), или Ретвалатр (Rethwalatr), или Дресдканд (Dresdcand), в 990;
- Евдон (Eudon), 995—1033;
- Саломон (Salomon), епископ в 1039;
- Омнез (Omnès), епископ с 1040 до 1055.